# Hamborgs historie
Hamborgs historie er skildringen af en stad opstået som en handelsplads ved en grænseborg nær en flod, der efter tur udviklede sine muligheder som bispesæde, hansestad og fri handelsstad under skiftende konjunkturer, hvor stadens neutralitet var afgørende for dens trivsel eller mangel på samme. Hamborg var længe tvunget til at anerkende danske konger som stadens formelle overhoved, og den formåede i udtalt grad at udnytte de skiftende, ofte vanskelige konjunkturer, som ulige krige bevirkede.

## Oprindelsen
På højre bred af Elben, på en høj nær det sted, hvor ebbe og flod ophører at gøre sig gældende, byggede Karl den Store i begyndelsen af 9. århundrede en grænseborg, der først kaldtes Hochbucki, siden Hamburg. Omkring denne borg opvoksede byen Hamborg, der fik sin første kirke i 811. Ærkebiskop Ebo af Reims, der drev missionsvirksomhed i disse egne, byggede 823 et kapel i det efter ham opkaldte Eppendorf. 831 blev den frankiske munk Ansgar udnævnt til ærkebiskop af Hamborg, og Hamborg blev således et centrum for den nordiske mission. Da danske vikinger havde hærget Hamborg og brændt kirken og Hammaborgen (845), blev bispedømmet Hamborg forenet med Bremen. Der hørtes lidt om Hamborg indtil Billungerne kom til magten i 936, hvilke regerede Hamborg og Sachsen indtil 1106. Da Hammaborgen blev forladt i 1020erne lod Bernhard II bygge en ny borg mellem Alster og Elben omkring år 1023, hvilken også blev kendt under navnet Neue Burg (den nye borg). Den følgende tid var Hamborg gentagne gange udsat for danskernes og slavernes overfald, særlig i 1066 og 1072, men opstod atter af ruinerne. Greverne af Schauenburg herskede i Grevskabet Holsten og Hamborg fra 1110; dog nød Hamborgs borgere et ret udstrakt selvstyre. 1188 grundlagdes Neustadt ved siden af det ældre Altstadt, og det følgende år skaffede greven af Schauenburg staden et kejserligt fribrev, der blandt andet gav borgerne ret til toldfri fart på Elben mellem byen og havet. At Hamborgs konkurrent, det længere oppe ad floden liggende Bardowiek, 1189 blev ødelagt af Henrik Løve, fremmede også Hamborgs kommercielle udvikling. Staden drev søfart på Holland, Flandern, London og Gotland: Produkter fra Elbens opland udførtes over Hamborg, og vidt berømt var allerede i den tidlige middelalder det hamburgske øl.
Allerede i tidlig middelalder blev Hamborg storaftager af holstensk korn. Vestholsten til Segeberg og Rendsborg var hovedforsyningsområde for Hamborg. Efter, at Christian I var blevet konge over Danmark og Slesvig samt greve over Holsten i 1460, blev disse handelsmønstre stadfæstede: i 1462 anerkendte han Hamborgs opkøbsret for korn, kvæg og andre varer i Slesvig, Holsten og Stormarn, og 1465-85 fik byen Steinburg Amt i pant og kunne dermed kontrollere kornudførslen via Stör.

## Kampen for at blive fri rigsstad
1201 overgav Hamborg sig til hertug Valdemar af Slesvig og stod senere under Albert af Orlamünde, den danske statholder i Nordalbingien (Holsten). Slaget ved Bornhøved (1227) brød danskernes magt i Nordtyskland, og Hamborg kom atter under greverne af Schauenburg. 1241 afsluttedes den første overenskomst mellem Hamborg og Lübeck om fælles sikring af vejen mellem Traves og Elbens mundinger, og 1255 sluttede disse to stæder et forsvarsforbund, særlig rettet mod sørøveri; herved lagdes grunden til Hanseforbundet. De schauenburgske grevers herredømme over staden var ikke meget trykkende; imod pengeydelser erhvervede borgerne næsten fuldstændigt selvstyre. Handelen blomstrede, og ved storartede vandbygningsarbejder hindredes Elben i at forlægge sit løb bort fra byen. Dog var Hamborg i middelalderen en lille by i Sammenligning med Lübeck og Bremen; i begyndelsen af 14. århundrede havde den kun 7.000 indbyggere, og kvægavl og fiskeri var vigtige næringsveje. I 14. århundrede udvidedes Hamborgs besiddelser ved køb af Eppendorf, Kitzebuttel med flere, og 1420 erobredes Vierlande. Mod fetaljebrødrene og andre sørøvere kæmpede staden med held; Sejren over Sørøverhøvdingen Klaus Störtebecker (1402) mindedes længe i folkeviserne. Allerede i 14. århundrede stræbte Hamborg efter at blive en fri rigsstad, og i 15. århundrede var staden i reglen repræsenteret på de tyske rigsdage, men stod dog nominelt under Holsten. Efter at Holsten i 15. århundrede var tilfaldet huset Oldenburg og således forenet med det danske rige, fortsatte Hamborg sine selvstændighedsbestræbelser og blev 1510 af kejser Maximilian erklæret for en fri rigsstad. Frygt for de med rigsumiddelbarheden forbundne store udgifter og for den tyske kejsers katolske sympatier (Reformationen var indført i Hamborg 1528) bevirkede dog, at et stærkt parti i staden ønskede at bevare forbindelsen med Holsten og den danske konge. Efter frygtsom tøven tiltrådte Hamborg 1536 det schmalkaldiske forbund, og efter forbundets nederlag 1547 måtte Hamborg betale 60.000 mark til den kejserlige regering. I begyndelsen af 17. århundrede blev Hamborgs fæstningsværker ombyggede og udvidede, så at de omsluttede Neustadt. Den stærke befæstning var en af årsagerne til, at byen blev skånet for Trediveårskrigens rædsler, og mange velhavende folk drog til Hamborg for der at bringe deres ejendom i sikkerhed. Samtidig gik det ødelagte Antwerpens handel over til Hamborg, som blev det kommercielle midtpunkt for en stor del af Mellem- og Nordeuropa.

## Efter trediveårskrigen
Christian 4. var den sidste danske konge, der blev hyldet i Hamborg; Ved ombygningen af rådhuset 1648 anbragtes over rådhusets portal stadens byvåben således, at det dækkede nældebladet, der før havde siddet der som Holstens vartegn. Dog vedblev den danske krone at gøre fordring på overherredømmet over Hamborg og benyttede sig af de indre stridigheder, der især i sidste halvdel af 17. århundrede plagede Hamborg, til at blande sig i byens forhold. I det hele taget var Hamborgs stilling både indadtil og udadtil fuld af vanskeligheder og farer. Hamborgs købmænd drev handel på de fleste europæiske lande. Men netop på grund af den blomstrende handel og søfart opstod der hyppige konflikter med forskellige magter; og da den lille fristat sjælden kunde hævde sig ved militære midler, måtte den tage sin tilflugt til diplomatiske forhandlinger og ofte forsone sine angribere med store pengebøder. En mængde fremmede forretningsfolk slog sig i 16. og 17. århundrede ned i Hamborg, deriblandt medlemmer af et engelsk handelsselskab (merchant adventurers), fordrevne spanske og portugisiske jøder og landflygtige nederlandske kolonister. Disse fremmede bidrog stærkt til byens økonomiske trivsel, idet de blandt andet grundlagde store bank- og vekselererfirmaer og indførte ny industrier, deriblandt kattuntrykkeri. Men de øgede også mulighederne for indre og ydre ufred. Hamborg var en udpræget luthersk by, intolerant både over for katolikkerne og over for afvigende protestantiske kirker. Mange mennonitter og andre afvigende protestanter blev fordrevne fra Hamborg og nedsatte sig på holstensk grund i byen Altona. Til den religiøse splid kom indre politiske kampe, der rasede næsten uafbrudt mellem 1665 og 1712 og flere gange førte til blodige uroligheder og fremmed intervention. Den kejserlige regering tog det konservative råds parti, medens det mere demokratiske borgerskab søgte støtte hos Danmark. 1686 rykkede en dansk hær mod Hamborg, hidkaldt af hamborgske demokrater; men Brandenburg og andre tyske stater nedlagde en så bestemt protest herimod hos den danske regering, at denne opgav at erobre Hamborg. Henrettelsen af de demokratiske førere Jastram og Snitger styrkede for en tid det hamborgske råds stilling; men snart fulgte ny oprørsforsøg. Omsider lod kejseren den urolige by besætte af en troppestyrke (1708—1712), og en kejserlig kommission gav efter lange forhandlinger med råd og borgerskab Hamborg en ny forfatning, den såkaldte "hauptrezess" (1712), der betegnede afslutningen på de langvarige indre kampe og var en konservativ sejr. Magten tilhørte herefter rådet og borgerskabet i forening, men til borgerskabet regnedes kun sådanne borgere, der var »erbgesessen«, det vil sige ejede arvegods inden for bymuren til en værdi af mindst 1.000 rigsdaler og i landdistrikterne til en værdi af mindst 2.000 rigsdaler.

## Fra store nordiske krig til Napoleonskrigene
Under den store nordiske krig kom Hamborg i konflikt med flere af de krigsførende magter og måtte 1712 forsone Danmark ved en udbetaling af 246.000 rigsdaler. De danske og holstenske krav på overhøjheden over Hamborg opgaves først ved det gottorpske forlig (1768), der især skyldtes den danske statsmand J.H.E. Bernstorffs ønske om at gøre en ende på de stadige stridigheder, disse krav affødte. Det følgende år fik Hamborg officiel repræsentation og stemme på den tyske Reichstag, hvor byen tidligere kun havde været uofficielt repræsenteret. Den amerikanske frihedskrig åbnede nye muligheder for den neutrale handel og søfart, som Hamborg i fuldeste mål udnyttede. I den senere del af 18. århundrede blev Hamborgs handel til en verdenshandel, og den oceaniske trafik voksede hurtigt. Den første del af de franske revolutionskrige blev også til fordel for Hamborgs kommercielle udvikling, idet den franske besættelse af Holland 1795 førte en stor del af den hollandske handel til Hamborg. I det længst mulige søgte staden ved diplomatiske forhandlinger og store pengeudbetalinger (blandt andet 6 mio. franc til Frankrig 1798) at bevare den indbringende stilling som neutral handelsstad under de store europæiske krige. Da England 1799 tvang Hamborg til at udlevere 4 irske oprørere, vakte dette i høj grad Frankrigs uvilje. For at hindre en fransk eller engelsk erobring af Hamborg lod Danmark 1801 byen besætte en kort tid af en hær under prins Carl af Hessen. Franskmændenes besættelse af Hannover 1803 bragte Hamborg inden for den franske magtsfære; og samtidig ødelagdes byens handel ved englændernes blokade af Elbmundingen. Efter Preussens nederlag 1806 besatte franskmændene Hamborg, og 1810 blev staden indlemmet i det franske kejserrige og gjort til hovedstad i Elbmundingens Departement. Handel og skibsfart ophørte, og befolkningen aftog; 1802 havde Hamborg med forstæder 123.000 indbyggere, 1813 mindre end 100.000. Da den russiske general Friedrich Carl von Tettenborn marts 1813 holdt sit indtog i Hamborg, blev han modtaget som en befrier; men allerede i maj rykkede en fransk hær efter ubetydelige kampe atter ind i Hamborg, der af Louis-Nicolas Davout blev behandlet som en oprørsk by og straffet med uhyre bøder. Endvidere blev Hamborg og Harburg omgivet med uhyre fæstningsværker og gjort til et støttepunkt i den franske forsvarslinje; en del af forstæderne blev ødelagt for at skabe et glacis, og umiddelbart før juli 1813 lod Davout den fattigste del af befolkningen jage ud af byen for at undgå hungersnød. Indtil maj 1814 holdt Davout Hamborg mod de allieredes angreb; først efter kejserdømmets fald overgav han byen.

## Efter 1814
Juni 1815 trådte Hamborg som suveræn stat ind i det tyske forbund. Under den lange fred efter Napoleonskrigene blomstrede Hamborgs handel og søfart op igen. Syd- og Mellemamerikas løsrivelse fra Spanien åbnede nye markeder, og dampskibets indførelse gav søfarten et stød fremad. 1816 ankom det første dampskib til Elbens munding, og fra 1825 stod Hamborg i regelmæssig dampskibsforbindelse med London, Amsterdam og andre europæiske havne. Den store ildebrand, der 5.-8. maj 1842 lagde en femtedel af Hamborg i aske, gav stødet til de store forandringer, der forvandlede Hamborg fra en middelalderligt udseende by til en moderne storstad. Samme år åbnedes Hamborgs første jernbane (Hamborg—Bergedorf). Dampskibstrafikken nødvendiggjorde store moderne havneanlæg, der påbegyndtes omkring 1860. Erhvervsfrihed indførtes ved love 1861 og senere. 1866 gik Hamborg ind i det nordtyske forbund.
Længe vægrede Hamborg sig ved at tiltræde den tyske toldunion; endelig 1881 sluttede Bismarck en overenskomst med Hamborg, efter hvilken staden 1888 indtrådte i toldunionen. Det tyske Rige bidrog med 40 mio. reichmark til anlægget af Hamborgs frihavn. Efter den frygtelige koleraepidemi 1892 fik Hamborg et nyt vandvæsen, en desinfektionsanstalt og en anstalt til brænding af affaldsstoffer. 1898 vedtoges en ny byggelov, og boligforholdene blev i de følgende årtier forbedrede meget ved ombygning af de snævre kvarterer i den indre by.